# Laughing Cavalier
Albums de Wallace Collection
Serenade
(1969)
Laughing Cavalier, sorti en 1969, est le premier album du groupe de rock belge Wallace Collection.

## L'album
Tous les titres de l'album ont été composés par les membres du groupe.

## Les musiciens
- Sylvain Vanholmen : guitare, voix
- Christian Janssens : basse
- Freddy Nieuland : batterie, voix
- Marc Hérouet : claviers
- Raymond Vincent : violon
- Jacques Namotte : violoncelle

## Les titres
1. Get That Girl - 2 min 41 s
2. The Sea Disappeared - 2 min 33 s
3. Get Back - 4 min 26 s
4. Ragtime Lily - 2 min 37 s
5. Natacha - 2 min 26 s
6. Merry-Go-Round - 2 min 00 s
7. What's Goin' On - 2 min 03 s
8. Fly Me to the Earth - 2 min 52 s
9. Peru - 4 min 53 s
10. Poor Old Sammy - 3 min 35 s
11. Baby I Don't Mind - 2 min 46 s
12. Misery - 1 min 39 s
13. Laughing Cavalier - 4 min 50 s
14. Daydream - 4 min 53 s

## Informations sur le contenu de l'album
- Daydream est le single de l'album.
- Le refrain de Daydream s'inspire du final du Lac des cygnes de Tchaïkovski.
- Daydream a été repris par Claude François sous le titre Rêveries (1969).
- Daydream a été repris par le Gunter Kallman Choir en 1970.
- Daydream a été remixé en 2001 par I Monster sous le titre Daydream in Blue.
- Daydream a été samplé par Lupe Fiasco en 2006 sous le titre Daydreamin'.
- Daydream a été samplé par Al en 1997 sous le titre Les Lions vivent dans la Brousse'.
- Daydream a été repris par Norman Cooper en 2015 pour le court métrage de Timothée Hochet du même nom.